# 馬基特哈伯勒
馬基特哈伯勒（Market Harborough）是英格蘭萊斯特郡的一個城市，有人口22,911人。 